# Kryze
Kryze (v anglickém originále Krysis) je pátý díl jedenácté řady (a celkově šedesátý šestý) britského sci-fi sitcomu Červený trpaslík. Poprvé byla epizoda odvysílána 20. října 2016 na britském televizním kanálu Dave.

## Námět
Kryton prožívá krizi středního věku a tak se mu Lister pokusí zvednout náladu, jenže tím celou situaci ještě zkomplikuje.

## Děj
Kryton připraví Listerovi bohatou snídani ve složení vajíčka, šunka, bramboráčky, cibulka, šest krajíců toastového chleba namočených z obou stran v hořčici a pivní koktejl. Po odklopení pokličky je ale talíř prázdný, protože Kryton zapomněl snídani udělat. Při té příležitosti si ostatním členům posádky postěžuje, že mu v poslední době chybí zapálení pro domácí práce, dokonce i pro utírání, které vždycky miloval. Lister z toho vyvodí, že Kryton je v polovině své životnosti, a že tedy právě prožívá krizi středního věku. Jako důkaz přijde mechanoid druhý den kompletně předělaný: má tělo z uhlíkových vláken natřené na červeno, dva výfuky, nový systém pérování a zabudovanou hi-fi soustavu. Lister se mu tedy rozhodne pomoct tím, že mu ukáže, v co se rozvinul a čeho dosáhl. Zadá kurz k Nově 5, bývalému Krytonovu plavidlu, zde stáhne speciální program na vyhledávání dalších lodí třídy Nova a jednu z nich najde. Na její palubě se bude nacházet mechanoid ze stejné série jako Kryton, v porovnání s nímž bude Kryton vypadat skvěle. Posádka Trpaslíka vstoupí do stáze.
Trpaslík najde loď pojmenovanou Nova 3, jejíž posádka hledala ztracenou průzkumnou stanici, která měla být schopná komunikovat s vesmírem. Kdysi dávno totiž existovala teorie, že vesmír je inteligentní bytost. Na Nově 3 zbyl pouze jediný člen posádky, android zvaný Butler. Lister předpokládal, že Kryton bude mnohem víc vyvinutý, ale opak je pravdou: Butler umí skvěle vařit, malovat obrazy, hrát na hudební nástroje a psát romány. Rimmer mu nabídne členství v posádce, ale Butler odmítne, protože je s životem na Nově 3 spokojený. Posádka Trpaslíka ho tedy alespoň vezme na svou loď, jenže cestou je Kosmik obklíčen šesti gelfskými plavidly. Před rozstřílením je zachrání Butler, který se s náčelníkem gelfů osobně zná, jelikož před lety dokázal jeho kmeni vyléčit smrtící kožní nemoc. Náčelníkův otec umírá na horečku a Kryton Butlera přesvědčí, aby ho odletěl vyléčit, protože už ho nemůže vystát. Butler před svým odchodem alespoň zmodernizuje navigační počítač Kosmiku.
Na cestě zpátky ale dojde kvůli Butlerově úpravě k havárii, následkem čehož se motory Kosmiku brzy vypálí. Jedinou záchranu představuje stanice, na které Kosmik přistane. Ukáže se, že je to právě ona stanice, která měla zajišťovat komunikaci s vesmírem a kterou Nova 3 hledala. Rimmer tedy naváže spojení s vesmírem a Kryton se ho zeptá, jaký je smysl vší existence. Tím ho ovšem upozorní na fakt, že i vesmír jednou zemře a vesmír tak začne rovněž pociťovat krizi středního věku. Po opravě Kosmiku se posádka vrací na Červeného trpaslíka a Kryton neodolá, aby se Butlerovi nepochlubil svým objevem. Butler ho ovšem usadí s konstatováním, že upravil Kosmika tak, aby vesmír našel, čímž Krytona ještě víc naštve.